# Aire urbaine de Brive-la-Gaillarde
L'aire urbaine de Brive-la-Gaillarde était une aire urbaine française centrée sur la ville de Brive-la-Gaillarde, dans le département de la Corrèze, en région Nouvelle-Aquitaine. Elle débordait au sud-ouest sur quelques communes du département de la Dordogne, dans la même région.
En 2020, l'Insee définit un nouveau zonage d'étude : les aires d'attraction des villes. L'aire d'attraction de Brive-la-Gaillarde remplace désormais son aire urbaine, avec un périmètre différent.

## Caractéristiques
D'après la définition qu'en donnait l'Insee en 1999, l'aire urbaine de Brive-la-Gaillarde était composée de 33 communes, dont 31 situées dans le département de la Corrèze et deux dans celui de la Dordogne. Sept communes de l'aire urbaine faisaient partie du pôle urbain en 1999. Elle était la 88e aire urbaine de France cette même année. 
Dans son zonage actualisé en 2010, l'Insee dénombrait 46 communes (dont quatre en Dordogne) dans le périmètre de l'aire urbaine de Brive-la-Gaillarde, soit 102 353 habitants en 2017, ce qui en faisait la deuxième aire urbaine du Limousin après celle de Limoges. Le pôle urbain de Brive s'étendait alors à douze communes.
Au 1er janvier 2016, les communes de Malemort-sur-Corrèze et Venarsal fusionnaient pour former la commune nouvelle de Malemort et au 1er janvier 2017, Chavagnac et Grèzes formaient une commune nouvelle : Les Coteaux Périgourdins. De ce fait, le nombre de communes diminuait à 44.
Le tableau suivant détaille la répartition de l'aire urbaine sur les départements (les pourcentages s'entendent en proportion de chaque département) :
| Département | Communes | Communes (%) | Superficie (km²) | Superficie (%) | Population (2019) | Population (%) |
| ----------- | -------- | ------------ | ---------------- | -------------- | ----------------- | -------------- |
| Corrèze     | 41       | 14,49        | 706,52           | 12,06          | 97 798            | 40,74          |
| Dordogne    | 3        | 0,58         | 30,28            | 0,33           | 2 235             | 0,54           |
| Total       | 44       |              | 736,80           |                | 100 033           |                |

## Communes
Établie par ordre alphabétique, avec les communes de la Dordogne classées après celles de la Corrèze, la liste ci-dessous indique les 44 communes appartenant à l'aire urbaine de Brive-la-Gaillarde en 2019 — dernière année avant que la notion d'aire urbaine ne soit plus retenue par l'Insee — selon la délimitation de 2010 :
- Albignac
- Allassac
- Aubazines
- Brive-la-Gaillarde
- La Chapelle-aux-Brocs
- Chartrier-Ferrière
- Chasteaux
- Cosnac
- Dampniat
- Donzenac
- Estivals
- Estivaux
- Jugeals-Nazareth
- Lanteuil
- Larche
- Ligneyrac
- Lissac-sur-Couze
- Malemort
- Mansac
- Nespouls
- Noailhac
- Noailles
- Palazinges
- Perpezac-le-Blanc
- Sadroc
- Saint-Bonnet-l'Enfantier
- Saint-Cernin-de-Larche
- Saint-Cyprien
- Saint-Cyr-la-Roche
- Sainte-Féréole
- Saint-Hilaire-Peyroux
- Saint-Pantaléon-de-Larche
- Saint-Pardoux-l'Ortigier
- Saint-Viance
- Turenne
- Ussac
- Varetz
- Vars-sur-Roseix
- Voutezac
- Yssandon
- Les Coteaux Périgourdins
- La Feuillade
- Pazayac.

## Évolution démographique
L'évolution démographique ci-dessous concerne l'aire urbaine selon le périmètre défini en 2010.
| 1968   | 1975   | 1982   | 1990   | 1999   | 2007    | 2012    | 2017    | 2019    | - |
| ------ | ------ | ------ | ------ | ------ | ------- | ------- | ------- | ------- | - |
| 77 929 | 85 783 | 90 297 | 92 723 | 94 214 | 100 721 | 101 435 | 102 353 | 100 033 | - |

Histogramme

(élaboration graphique par Wikipédia)

## Logement
En 2017, l'aire urbaine regroupait 57 024 logements contre 55 100 en 2012, soit une augmentation de 3,49 %. Il s'agissait essentiellement de résidences principales (48 073), soit 84,3 % du parc immobilier. Les résidences secondaires ou les logements occasionnels étaient minoritaires (3 081, soit 5,4 %), le reste correspondant à 5 870 logements vacants, soit 10,3 % du parc.

## Emploi
En 2017, l'aire urbaine offrait 42 259 emplois, contre 43 144 en 2012, soit une baisse de 2,05 %. De son côté, le chômage affectait 5 410 personnes (11,9 % de la population active) en 2017 contre 4 749 en 2012 (10,3 %), soit une dégradation de 1,6 point.